# Boglösasjön
Boglösasjön är en sjö i Vaggeryds kommun i Småland och ingår i Lagans huvudavrinningsområde. Sjön har en area på 0,0853 kvadratkilometer och ligger 192 meter över havet. Boglösasjön ligger i Skillingarydsfältet Natura 2000-område. Sjön avvattnas av vattendraget Movadsbäcken.

## Delavrinningsområde
Boglösasjön ingår i det delavrinningsområde (636415-139925) som SMHI kallar för Mynnar i Lillån. Avrinningsområdets medelhöjd är 197 meter över havet och ytan är 26,65 kvadratkilometer. Det finns inga delavrinningsområden uppströms utan avrinningsområdet är högsta punkten. Movadsbäcken som avvattnar avrinningsområdet har biflödesordning 4, vilket innebär att vattnet flödar genom totalt 4 vattendrag innan det når havet efter 191 kilometer. Delavrinningsområdet består mestadels av skog (68 procent) och öppen mark (15 procent). Avrinningsområdet har 0,09 kvadratkilometer vattenytor vilket ger det en sjöprocent på 0,3 procent.